# Pazuengos
Pazuengos település Spanyolországban, La Rioja autonóm közösségben. Pazuengos San Millán de la Cogolla, Villavelayo, Ezcaray, Ojacastro, Santurdejo, Manzanares de Rioja, Villarejo, Villar de Torre és Berceo községekkel határos. Lakosainak száma 25 fő (2024).

## Népesség
A település népessége az elmúlt években az alábbi módon változott:
| Lakosok száma | 46   | 44   | 40   | 38   | 35   | 33   | 34   | 30   | 27   | 25   |
|               | 2001 | 2004 | 2007 | 2009 | 2012 | 2014 | 2017 | 2019 | 2022 | 2024 |